# Vladimír Mečiar
Vladimír Mečiar (Zvolen, 26. srpnja 1942.), slovački političar koji je bio prvi i treći predsjednik vlade Slovačke Republike.

## Životopis
Rođen je u Zvolenu 1942. godine kao najstariji od četvero djece. Otac mu je bio krojač, a majka domaćica. Završio je Pravni fakultet na Sveučilištu Komenskog u Bratislavi. Nakon završenih studija 1974. radio je kao odvjetnik. Čelnik je slovačke stranke "Narodna stranka - Pokret za demokratsku Slovačku".
Imao je odlučujuću ulogu u izradi i donošenju prvog Ustava Slovačke Republike 1992. i mirnog raspada Čehoslovačke na dvije suverene države 1. siječnja 1993. Premijer Slovačke je bio tri puta. Na predsjedničkim izborima 1999. godine je poražen od Rudolfa Schustera. Ponovno se kandidirao na predsjedničkim izborima 2004. godine, ali je poražen u drugom krugu od svog bivšeg dugogodišnjeg saveznika Ivana Gašparoviča.

## Vanjske poveznice
- Službeni životopis